# لیز کالاوی
لیز کالاوی (انگلیسی: Liz Callaway؛ زادهٔ ۱۳ آوریل ۱۹۶۱) بازیگرو خواننده اهل ایالات متحده آمریکا است. وی از سال ۱۹۷۹ میلادی تاکنون مشغول فعالیت بوده‌است.
از فیلم‌ها یا برنامه‌های تلویزیونی که وی در آن نقش داشته‌است می‌توان به بازنویسی و آناستازیا (خواننده ترانه‌های نقش آناستازیا) اشاره کرد.